# Beyond Compare
Beyond Compare是一套由Scooter Software推出的內容比較工具軟件。除了可以作檔案比較以外，還可以比對檔案目錄、FTP目錄及壓縮檔案的內容等。因為這些功能，Beyond Compare被應用於版本控制及資料同步的工作上。

## 外掛
透過另外下載的外掛，Beyond Compare可以達成以下的各種比較：
- 機器碼比較
- 圖片比較
- MP3比較

此外，透過額外安裝的比較規則，亦可作MS Word文本、MS Excel之間的比較。
Beyond Compare的強項在於可以設定成為git的difftool或mergetool的預設比較工具。

## 開發平台
Beyond Compare是一套以Delphi及Kylix開發的軟件，目前Windows版仍使用Delphi XE系列开发，Linux和Mac OS上使用Free Pascal和Lazarus开发。

## 外部連結
- 官方网站